# François Modesto
François Modesto (Bastia, 19 augustus 1979) is een Franse voetballer (verdediger) die sinds 2013 voor de France club SC Bastia uitkomt. Voordien speelde hij voor SC Bastia, Cagliari Calcio, AS Monaco en Olympiakos Piraeus.